# Smile (Band)
Smile war eine britische Rockband, aus der 1970 die Band Queen hervorging. 1968 von Gitarrist Brian May in London gegründet, waren neben May Tim Staffell als Sänger und Bassist sowie später Schlagzeuger Roger Taylor Mitglieder der Band. Kurzzeitig gehörte auch der Keyboarder Chris Smith zu dieser Formation.

## Bandgeschichte
Im Jahre 1968 gründete Gitarrist Brian May, ein Student des Londoner Imperial College, zusammen mit dem Bassisten Tim Staffell eine Band. Mit einer Anzeige am Schwarzen Brett des College suchten sie einen »Ginger Baker/Mitch Mitchell-artigen« Drummer, woraufhin sich der Medizin-Student Roger Taylor meldete und die Stelle bekam. Sie nannten die Band nun Smile und wurden 1969 von Mercury Records unter Vertrag genommen, wodurch sie im gleichen Jahr erste Erfahrungen mit einem Aufnahmestudio in den Trident Studios sammeln konnten. Staffell besuchte zu dieser Zeit das Ealing Art College mit Farrokh Bulsara (später bekannt als Freddie Mercury) und stellte ihn der Band vor. Bulsara wurde ein großer Fan von Smile.
Das von Staffell gestaltete Logo der Band, das einen lächelnden Mund zeigt, ähnelt dem später von den Rolling Stones verwendeten Markenzeichen. Statt der rausgestreckten Zunge beinhaltet es jedoch ein zähnezeigendes Grinsen.
Der größte öffentliche Auftritt der Band fand am 27. Februar 1969 in der Royal Albert Hall beim National Council for the Unmarried Mother and Her Child statt. Smile trat als Trio auf, nachdem Keyboarder Chris Smith laut Tim Staffell tags zuvor gefeuert worden war. Smith dagegen behauptet, aus eigenen Stücken gegangen zu sein, weil er andere Stile ausprobieren wollte.
Kurz nachdem sie bei einem Konzert im April von einem A&R-Mitarbeiter entdeckt worden waren, erhielten sie von Mercury Records ein Engagement für eine einmalige Studioaufnahme. Sie nahmen daraufhin im Juni 1969 in den Trident Studios die Songs Earth (Staffell), Step on Me (May) und Doin’ All Right (May/Staffell) auf. Produzent war John Anthony. Eine Promo-Single mit den Tracks Earth und Step on Me erschien im August in den Vereinigten Staaten.
Mercury Records beauftragte die Band im September des Jahres drei weitere Songs aufzunehmen: April Lady (Stanley Lucas), Blag (Taylor) und Polar Bear (May). Die von Fritz Fryer, dem ehemaligen Gitarristen der Four Pennies, produzierten Aufnahmen fanden dieses Mal in den De Lane Lea Studios statt. Diese Songs wurden erst im Jahr 1982 auf dem Mini-Album Gettin’ Smile veröffentlicht.
Als Tim Staffell 1970 schließlich die Gruppe verließ, um sich der Band Humpy Bong anzuschließen, waren Smile praktisch aufgelöst. May und Taylor schlossen sich mit Leadsänger Bulsara zu einer gemeinsamen Band zusammen. In der Folgezeit – nachdem der Bandname auf Vorschlag Bulsaras in Queen geändert wurde – versuchte sich die Gruppe mit diversen Bassisten, die aber allesamt nicht in die Band passten. Im Jahre 1971 war mit John Deacon schließlich das klassische Line-Up von Queen komplett, welches bis zum Tode von Freddie Mercury 1991 Bestand haben sollte.
Für ihr Debüt-Album nahm Queen den Smile-Song Doing All Right (May/Staffell) neu auf. Dem Buch »Queen: The Early Years« zufolge wurde Tim Staffell durch die Tantiemen aus dem Verkauf des Albums sehr gut abgefunden.
Der Song Earth wurde zwei Jahre nach Staffells Weggang Teil der Suite Nova Solis auf dem gleichnamigen Debütalbum von Morgan Fishers Band Morgan, deren Sänger Staffell war.
Am 22. Dezember 1992 gab es im Marquee Club eine Wiedervereinigung von Smile, als Roger Taylors Band The Cross auftrat und May und Staffell hinzustießen, um die Songs Earth und If I Were a Carpenter zu spielen. Darüber hinaus enthält das 2003 erschienene Staffell-Album aMIGO neue Aufnahmen von Earth und Doin’ Alright, bei denen Brian May die Gitarre und Teile des Gesangs übernommen hat.

## Diskografie

### Singles
- Earth / Step on Me (7"): Eine 1969 in den USA erschienene Promo-Single.

### Kompilationen
- Gettin’ Smile (LP): Eine in Japan am 23. September 1982 von Mercury Records herausgebrachte Compilation der sechs aufgenommenen Smile-Songs. Die Hülle enthält ungenaue Angaben über Songtexte und -autoren. Diese Veröffentlichung wurde für alle folgenden Bootlegs als Quelle benutzt.
- Ghost of a Smile (CD): Eine in den Niederlanden 1997 von Pseudonym Records herausgebrachte Compilation der sechs aufgenommenen Smile-Songs. Alle Stücke wurden remastert und das ausführliche Booklet enthält Anmerkungen von Tim Staffell. Das Cover zeigt eine ebenfalls von Staffell überarbeitete Version des Smile-Logos. Zusätzlich befinden sich auf dem Album zwei Versionen von Eddie Howells Single The Man from Manhattan, die Freddie Mercury 1975 produzierte und deren einziger Bezug zu Smile die Tatsache ist, dass Brian May bei diesem Stück Gitarre spielt und an den Backing Vocals beteiligt ist.

Daneben gibt es zahlreiche Bootlegs, die Smile-Songs enthalten, zum Beispiel Queen: Pre Ordained oder Queen in Nuce.

## Songs
Die nachfolgenden Songs sind als Teil des Repertoires von den Mitgliedern der Band bestätigt worden:
- Earth (Staffell)
- Step on Me (Staffell/May)
- Doin’ Alright (Staffell/May)
- Blag (Taylor)
- Polar Bear (May)
- April Lady (Stanley Lucas)
- Silver Salmon (Staffell)
- See What a Fool I’ve Been (May, basiert auf dem Song That’s How I Feel von Sonny Terry und Brownie McGhee)
- If I Were a Carpenter (Tim Hardin); ein Cover, welches üblicherweise bei den Liveauftritten gespielt wurde
- Mony Mony (Tommy James & the Shondells)

Folgende Songs wurden von Queen Anfang der siebziger Jahre neu aufgenommen: Doin’ Alright (Album Queen), Polar Bear und Silver Salmon (beide nicht offiziell veröffentlicht) sowie See What a Fool I’ve Been (B-Seite der Single Seven Seas of Rhye).